# Poua de les Berengueres

La Poua de les Berengueres, respecte del terme de Castellcir

La Poua de les Berengueres, i, en alguns mapes, les Poues, és una poua, o pous de glaç, del terme municipal de Castellcir, al Moianès.
Està situada a la zona septentrional del terme, a migdia de la masia de les Berengueres, a prop de l'extrem sud-occidental de la Solella de les Berengueres, a l'esquerra de la Riera de Santa Coloma, en el vessant nord del turó on hi ha la masia de Sant Jeroni. La Baga de la Poua de Sant Jeroni té el seu extrem nord a les Poues, on hi ha aquesta poua, situada a la dreta del Sot de la Sorra i la propera, la Poua de Sant Jeroni.
La denominació en plural és perquè inclou la propera Poua de Sant Jeroni i, fins i tot, la Bassa de les Berengueres (o del Bac), totes elles a la mateixa zona.
És un pou de glaç de planta cilíndrica, però ha perdut la volta i part del parament dels murs, però conserva una de les obertures que accedien al seu interior. Està construïda en el mateix marge del torrent, i en un costat es veu la plataforma rectangular que hi fa de contrafort i, alhora, servia de moll de càrrega per als empouadors. Tot i que ha perdut la cúpula, encara conserva una de les obertures, feta amb brancals i llinda de pedra.

## Etimologia
Es tracta de la poua pertanyent a la masia de les Berengueres, a migdia de la qual es troba.